# Baló Elemér
Baló Elemér László Miklós (Budapest, 1892. december 5. – Budapest, 1970. április 27.) magyar színész, érdemes művész.

## Életpályája
Budapesten született nagybaconi Baló László és Pap Ilona gyermekeként. 1912-től vett részt a munkásművelődési mozgalomban. 1916-ban végezte el a Országos Magyar Királyi Színművészeti Akadémiát. 1918-ban a Nemzeti Színház tagja lett. Karinthy Frigyes: Holnap reggel című darabjában aratta első sikerét, Olson Irjő szerepében. 1919-ben a magyarországi Tanácsköztársaság alatt vállalt szerepe miatt távoznia kellett a színháztól. A Madách Színház színésze lett, majd 1920-ban az Új Színházban és a Fasori Kabaréban lépett fel. 1921-től 1924-ig a Belvárosi Színházban játszott, 1923. március 6-án Budapesten házasságot kötött Heller Ernő és Rosenberg Nanetta lányával, Katalinnal. 1924–25-ben a Renaissance Színházban, 1925–26-ban ismét a Belvárosi Színházban játszott. 1926–1927-ben az Andrássy úti Színház, 1928 és 1931 között az Új Színház, 1932–1933-ban a Belvárosi Színház tagja volt. 1932-től részt vett a KMP munkájában, emiatt letartóztatták, majd bebörtönözték. 1935-től 1936-ig ismét a Belvárosi Színházban játszott, 1936–37-ben pedig a Magyar Színház színésze volt. 1939–40-ben a Dunaparti Színpadon, 1941–42-ben a Magyar Színházban, 1942-től 1944-ig a Madách Színházban játszott. 1945 és 1961 között a Nemzeti Színház tagja volt. A Magyar Színészek Szabad Szakszervezetének egyik alapítója, 1945-től 1948-ig alelnöke is volt. 1961-ben vonult nyugalomba. 77 évesen tüdőgyulladásban hunyt el.

## Színpadi szerepei
A Színházi adattárban regisztrált bemutatóinak száma (1945-): 35; ugyanitt tizenhárom színházi felvételen is látható.
- Henrik Ibsen: Kísértetek... Oswald
- Sarment: Árnyhalász... Jean
- Dosztojevszkij: Bűn és bűnhődés... Raszkolnyikov
- Karinthy Frigyes: Holnap reggel... Olson Irjő
- George Bernard Shaw: Szent Johanna... Inkvizítor
- William Shakespeare: Szentivánéji álom... Vackor
- Németh László: Galilei... Inchoffer atya
- Bertolt Brecht: Galilei élete... Dózse
- Steinbeck: Egerek és emberek... Crooks
- Németh László: Az utazás... Izguló sakkozó
- Mihail Davidoglu: Bányászok... Mihály
- Pjotr Pavlenko: Boldogság... Korytov, kerületi párttitkár
- Háy Gyula: Az élet hídja... Gonda Kálmán
- Madách Imre: Az ember tragédiája... Negyedik polgár
- Karinthy Ferenc: Ezer év... Koldus
- Visnyevszkij: Feledhetetlen 1919... Egra, angol kém
- Sartre: Főbelövendők klubja... Périgord
- Shakespeare: III. Richárd... Írnok
- Trenyov: Ljubov Jarovája... Foljgin
- Gádor Béla: Lyuk az életrajzon... Csomolka
- Mikszáth Kálmán: A Noszty fiú esete Tóth Marival... Topsich gróf
- Szabó Pál: Nyári zápor... Első újgazda
- Illyés Gyula: Az ozorai példa... Első tiszt
- Bertolt Brecht: A rettegés birodalma... Idősebb munkás
- Gogol: A revizor... Hlopov
- Sándor Kálmán: A senki városa... Dr. Szigeti Károly
- Móricz Zsigmond: Úri muri... Első taligás
- Mesterházi Lajos: Üzenet... Békés
- Vojtech Cach: Viadukt... Fencl

## Filmjei
| - Lyon Lea (1915) - Twist Olivér (1919) - Fekete kapitány (1920) - Egri csillagok (1923) | - Az igazságtevő (1966) - Jöjjön el a te országod (1970) |

### Játékfilmek
- Ítél a Balaton (1932) – Toronyőr
- Kísértetek vonata (1932) – Rádióstiszt
- Tavaszi zápor (1932) – Kávéházi vendég
- Vasember (1933) – Pincér
- Márciusi mese (1934)
- Meseautó (1934) – Banktisztviselő
- Budai cukrászda (1935) – Újságárus
- Café Moszkva (1935) – Orosz férj Szilágyiék rejtekhelyén
- Elnök kisasszony (1935) – Pincér a kaszinóban
- Szerelmi álmok (1935) – Hangversenymester
- Én voltam (1936) – Bruckner Ottó
- Évforduló (1936) – Öreg nyomdász
- Két fogoly (1938) – Katonaorvos Oroszországban
- Uz Bence (1938) – Asztalos
- 5 óra 40 (1939) – Bírósági jegyző
- Hat hét boldogság (1939) – Három Garas Asztaltársaság tagja
- Két lány az utcán (1939) – Éttermi vendég
- A gorodi fogoly (1940) – Iván
- A nőnek minden sikerül (1940) – Kucsera Zuárd
- Gül Baba (1940) – Zarándokvezető
- Három csengő (1941) – Kálmán, elbocsátott pincér
- Szeressük egymást (1941) – Gyári munkás
- Vissza az úton (1941) – Kártyázó férfi
- Emberek a havason (1942) – Favágó
- Halálos csók (1942) – Orlando, méregkereskedő
- Szíriusz (1942) – Sergius professzor
- Boldog idők (1943) – Főmérnök
- Machita (1943) – Kémfőnök
- A tanítónő (1945)
- Talpalatnyi föld (1948)
- Tűz (1948)
- Díszmagyar (1949)
- Lúdas Matyi (1949) – Boldizsár zsellér
- Mágnás Miska (1949)
- Felszabadult föld (1950)
- Tűzkeresztség (1951)
- Vihar (1951)
- Egy pikoló világos (1955)
- Megöltek egy lányt (1961)

### Szinkronszerepe
| Év   | Cím                                       | Szereplő          | Színész        | Szinkron év |
| ---- | ----------------------------------------- | ----------------- | -------------- | ----------- |
| 1957 | Tizenkét dühös ember (1. magyar szinkron) | Kilencedik esküdt | Joseph Sweeney | 1959        |

## Díjak
- Érdemes művész (1959)